# 武南警察署
武南警察署（ぶなんけいさつしょ）は、埼玉県川口市にある、埼玉県警察が管轄する警察署である。署長は警視。管轄地域は川口市東部。

## 所在地
- 埼玉県川口市大字辻1010番地の2

## 沿革
- 1979年（昭和54年）4月1日 - 川口警察署より分離、新設。
- 1981年（昭和56年）4月 - 東川口駅南口に東川口駅前交番を新設[1]。
- 2021年（令和3年） - 東川口駅前交番が施設老朽化と東川口駅前行政センター（「セスタ東川口」）の建設に伴い、東川口駅北口の仮設建物に移転する。
- 2022年（令和4年）10月21日 - 鳩ヶ谷南交番を南鳩ヶ谷四丁目14番3号から南鳩ヶ谷駅前に移転し、南鳩ヶ谷駅前交番に改称。
- 2023年（令和5年）11月30日 - 東川口駅前交番を東川口駅南口の「セスタ東川口」に移転し開所する[2]。

## 管内の交番・駐在所
- 鳩ヶ谷交番（桜町1丁目13番20号）
- 南鳩ヶ谷駅前交番（南鳩ヶ谷4丁目2番5号）
- 東本郷交番（大字東本郷1238番地の1）
- 江戸袋交番（江戸袋1丁目11番1号）
- 安行交番（大字安行原1998番地の3）
- 東川口駅前交番（戸塚2丁目1番5号）
- 道合交番（大字道合1082番地の6）
- 神根交番（大字石神666番地の2）
- 戸塚安行駅前交番（長蔵新田315）

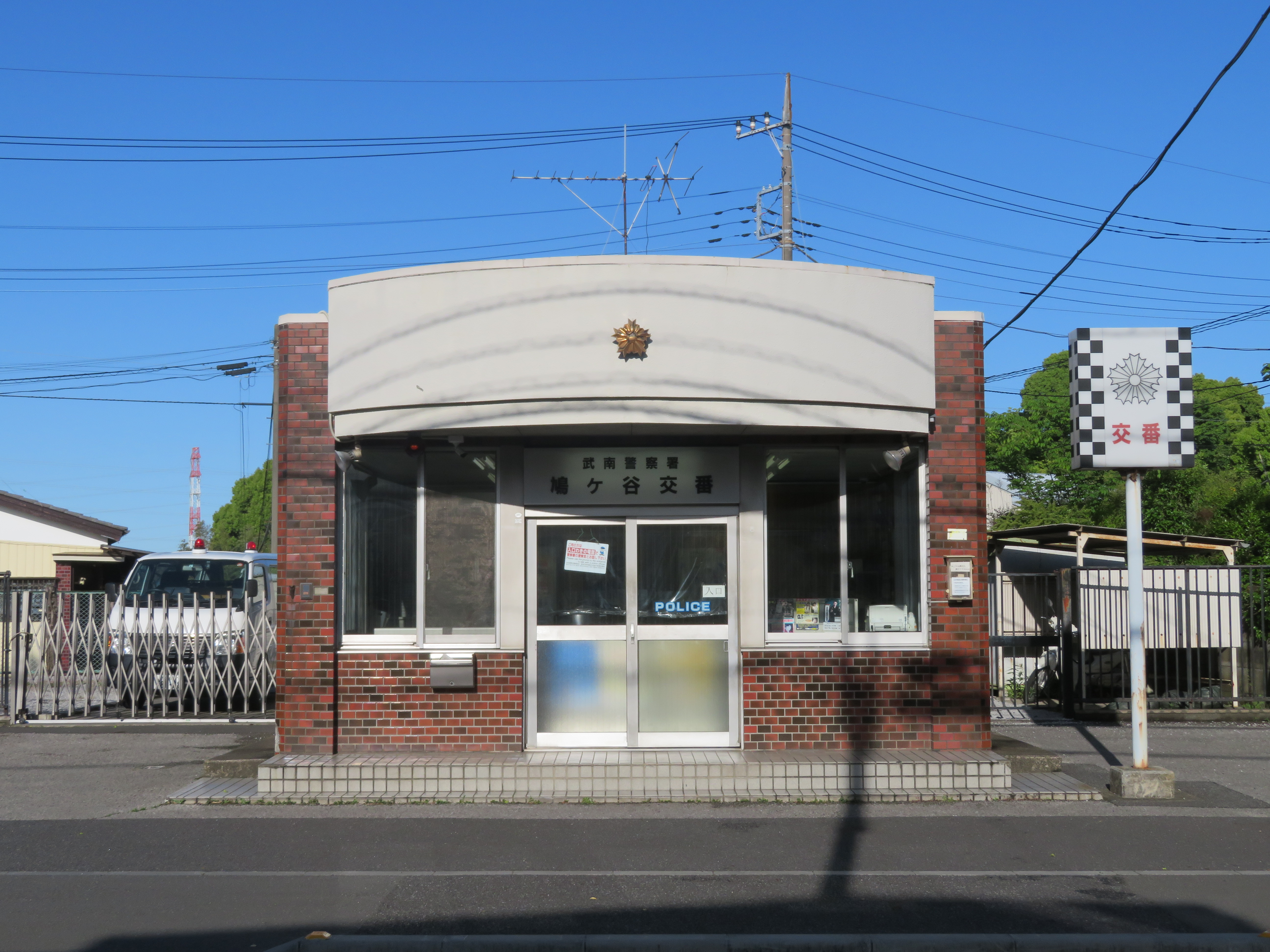
鳩ヶ谷交番
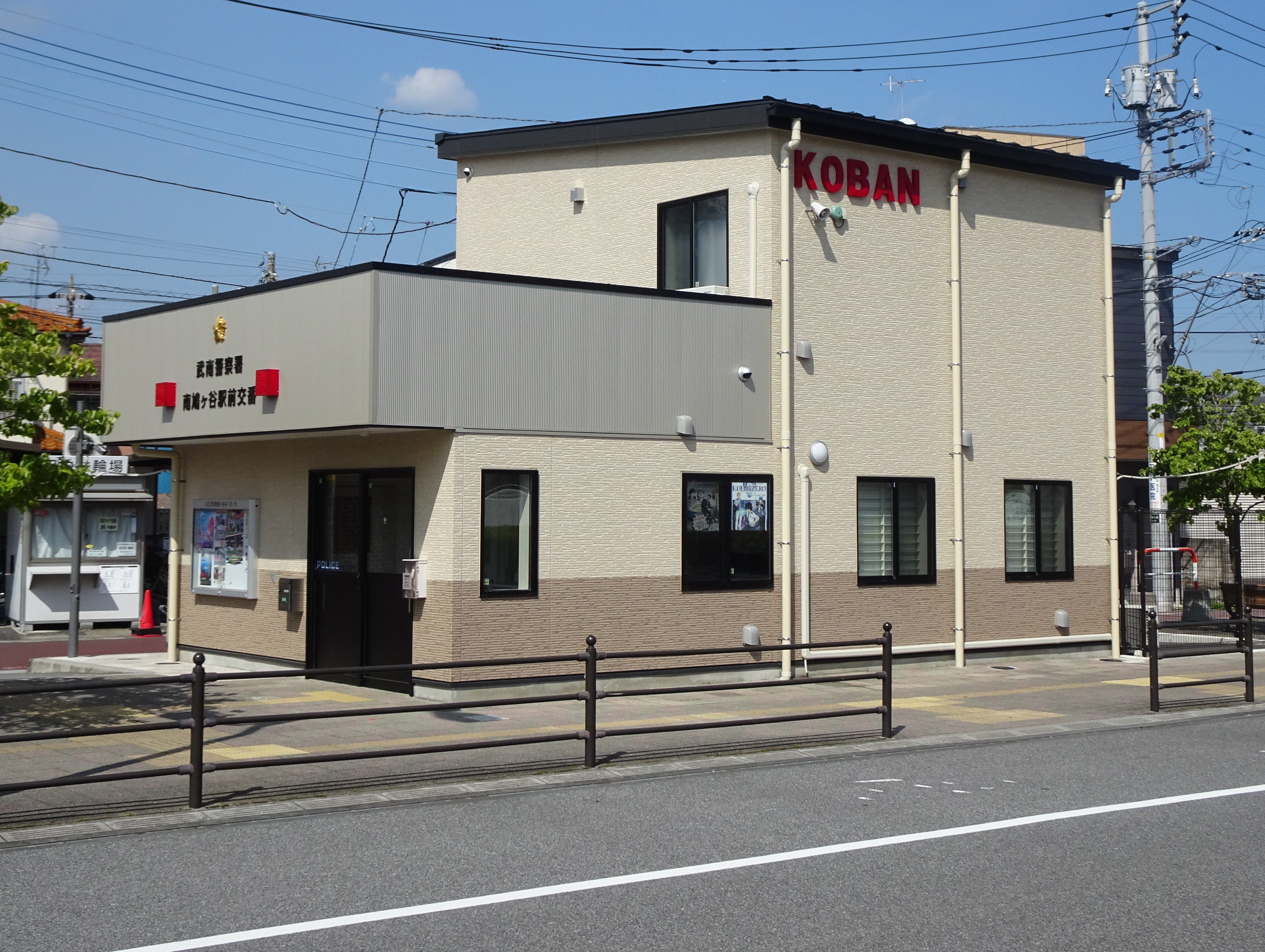
南鳩ヶ谷駅前交番
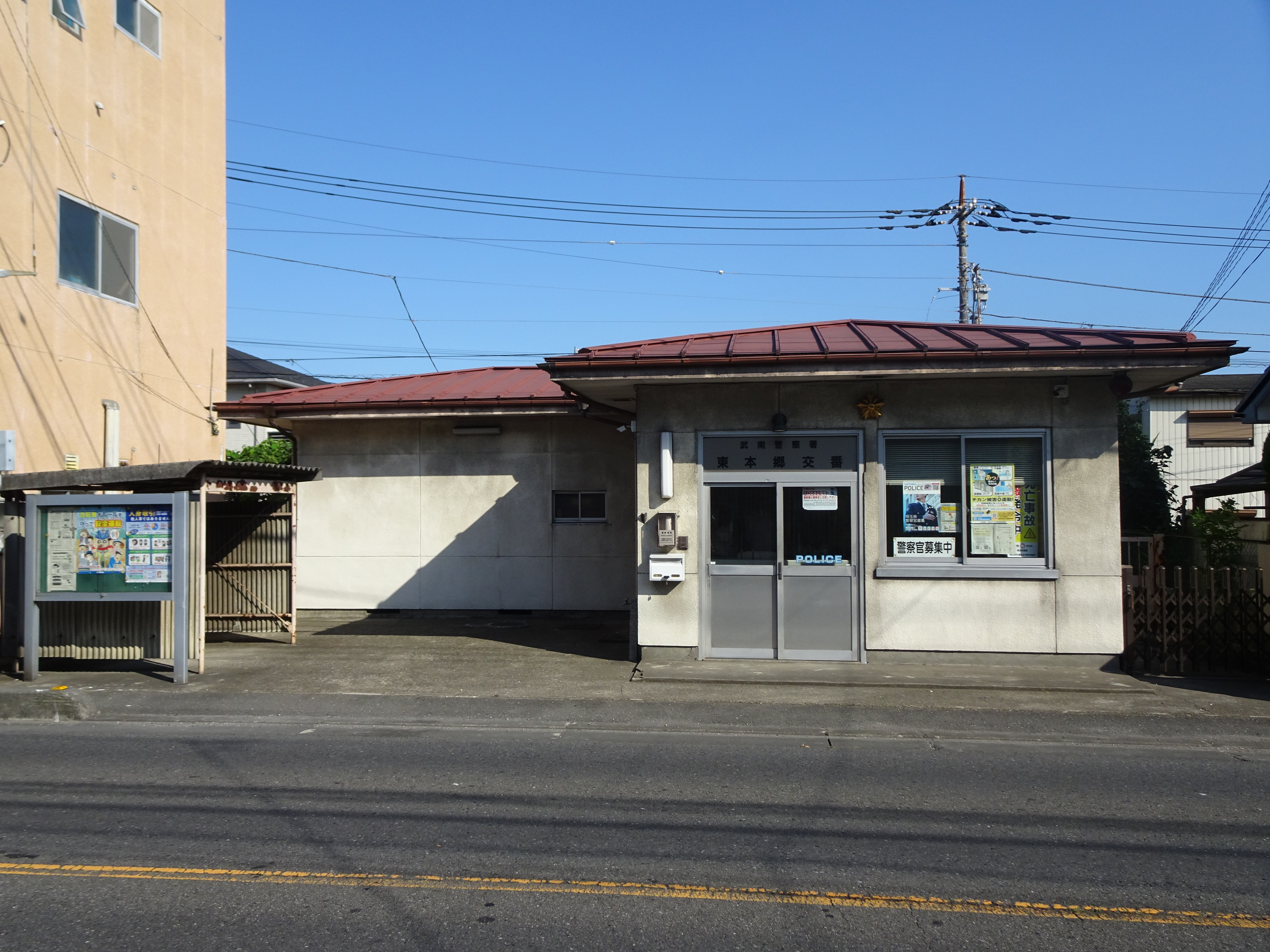
東本郷交番
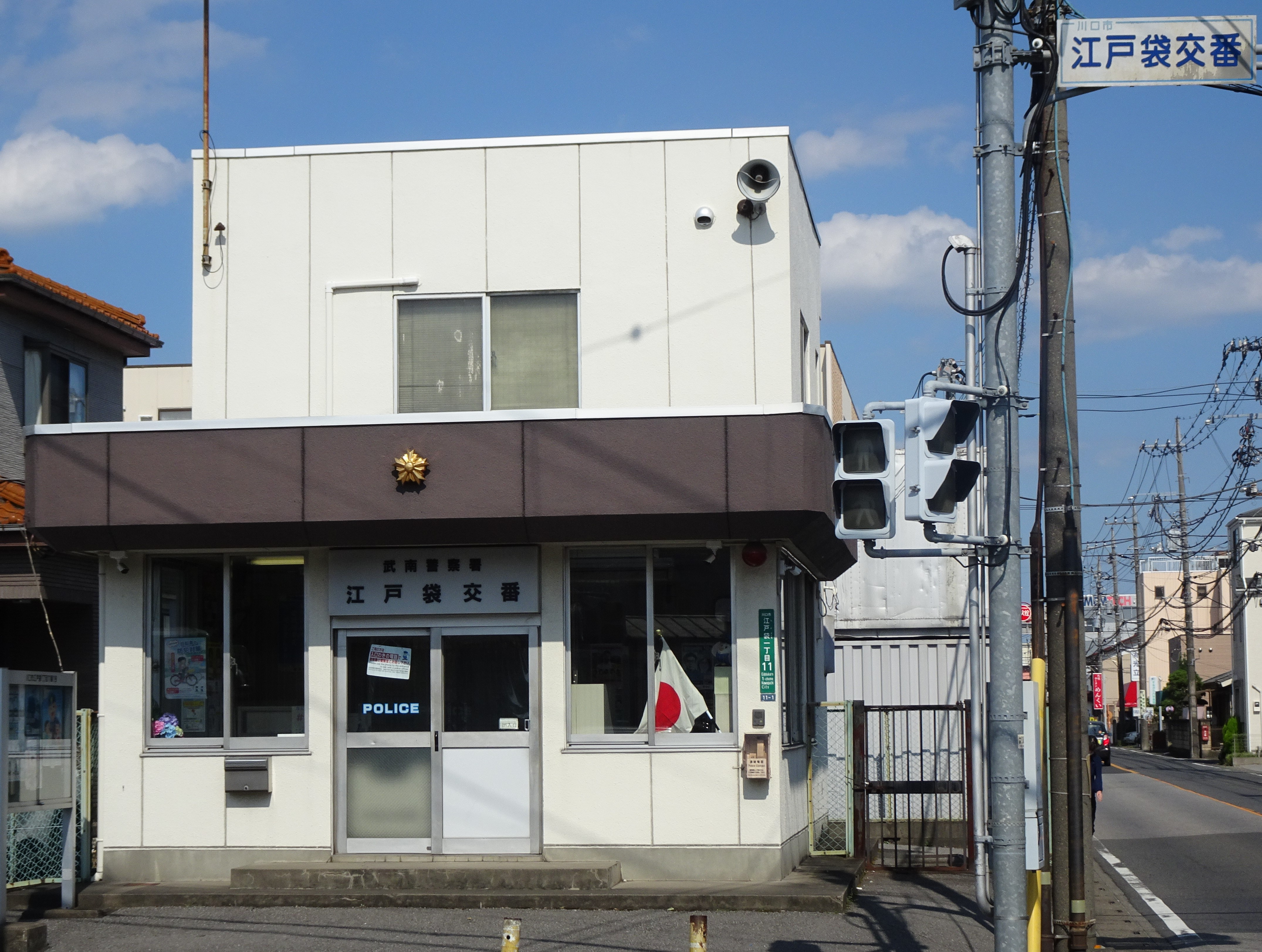
江戸袋交番
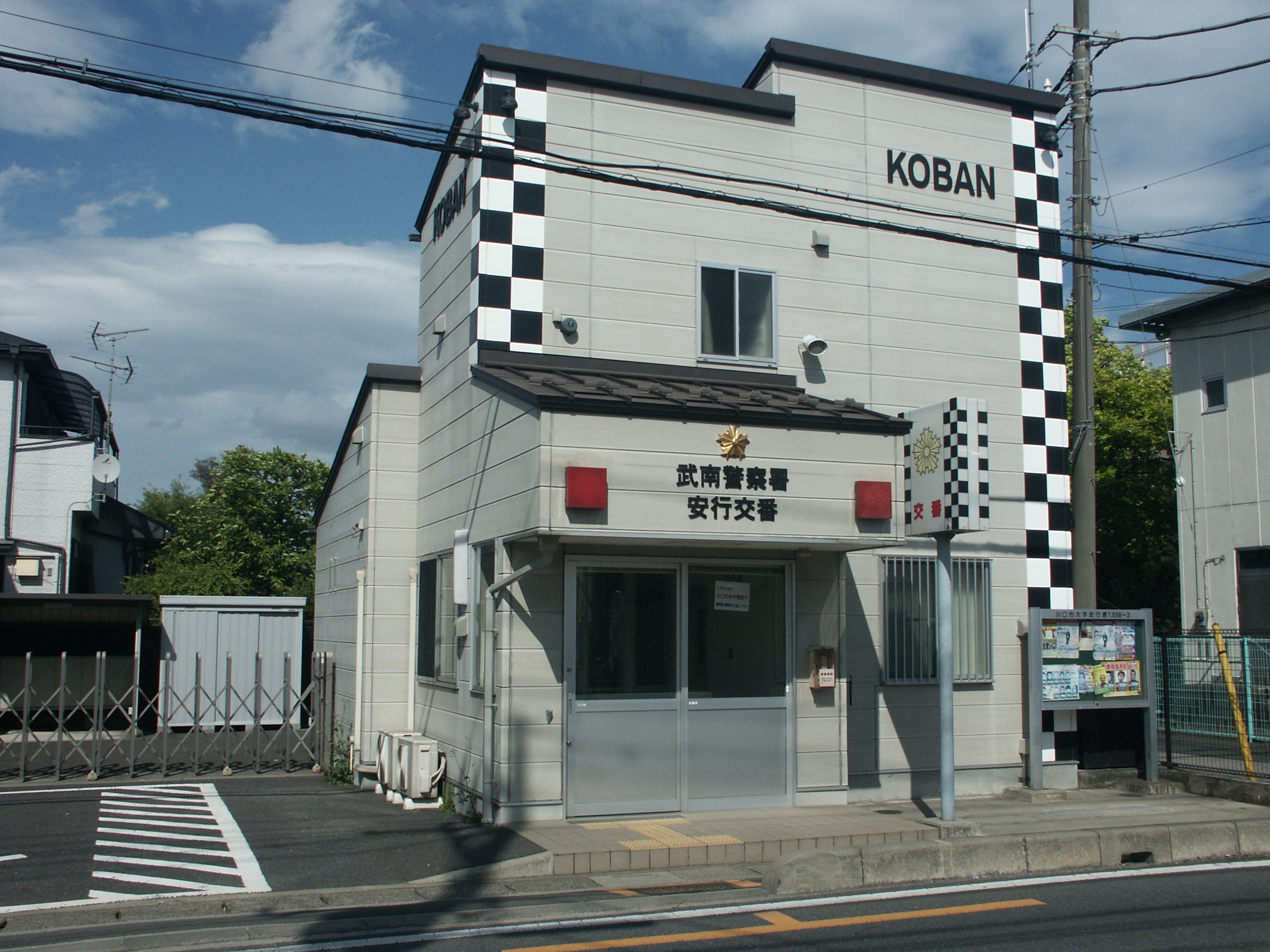
安行交番
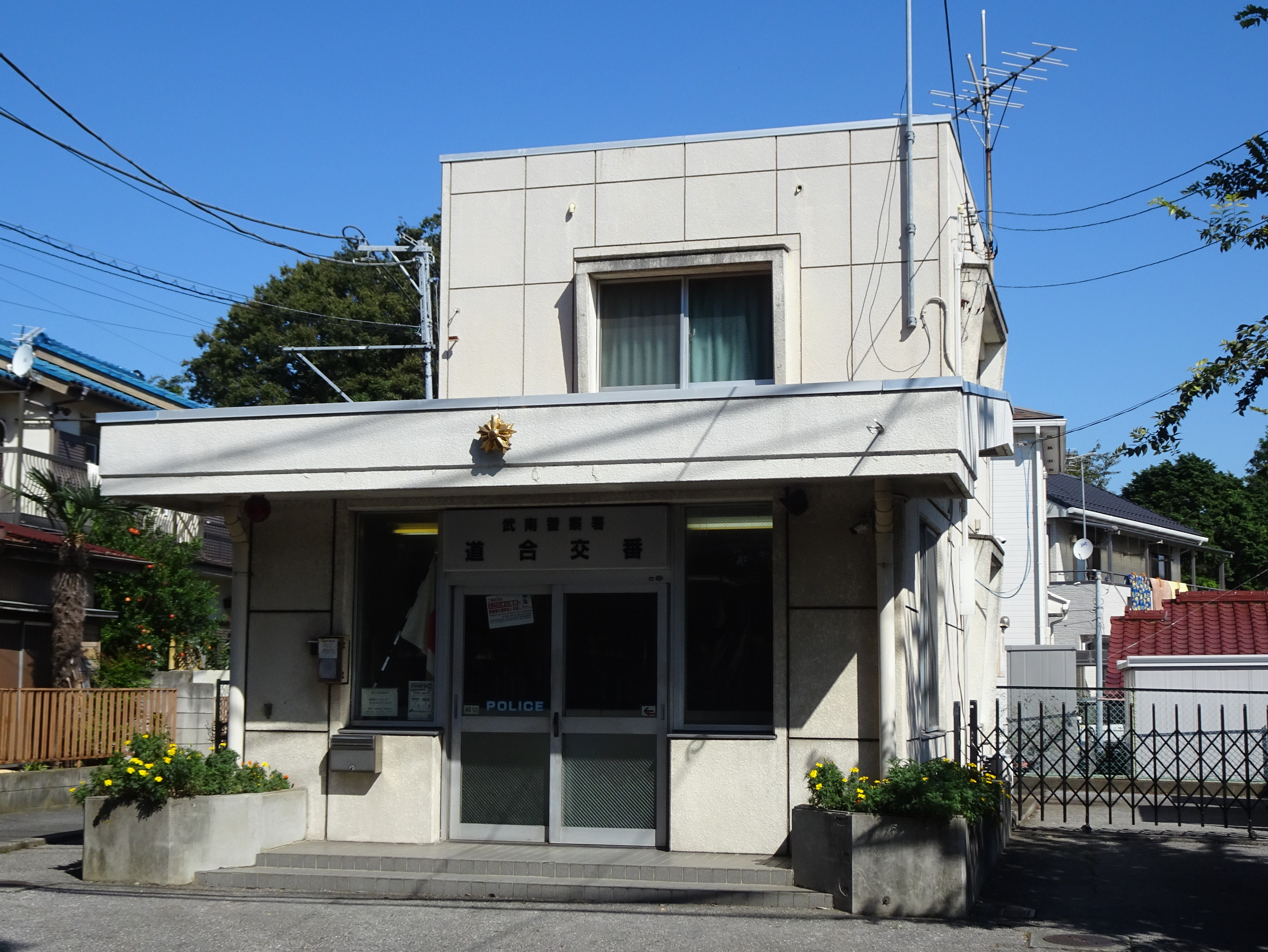
道合交番
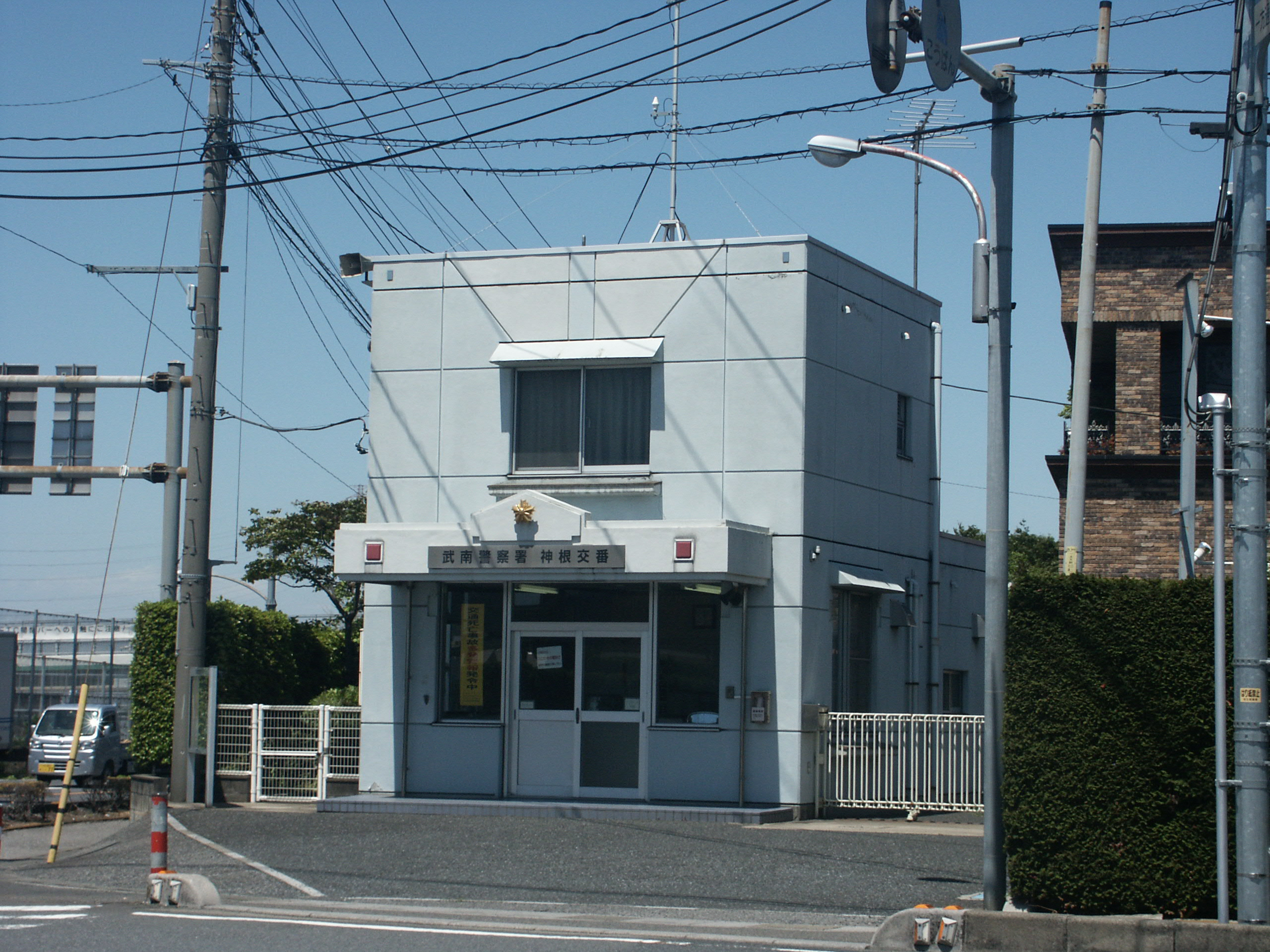
神根交番
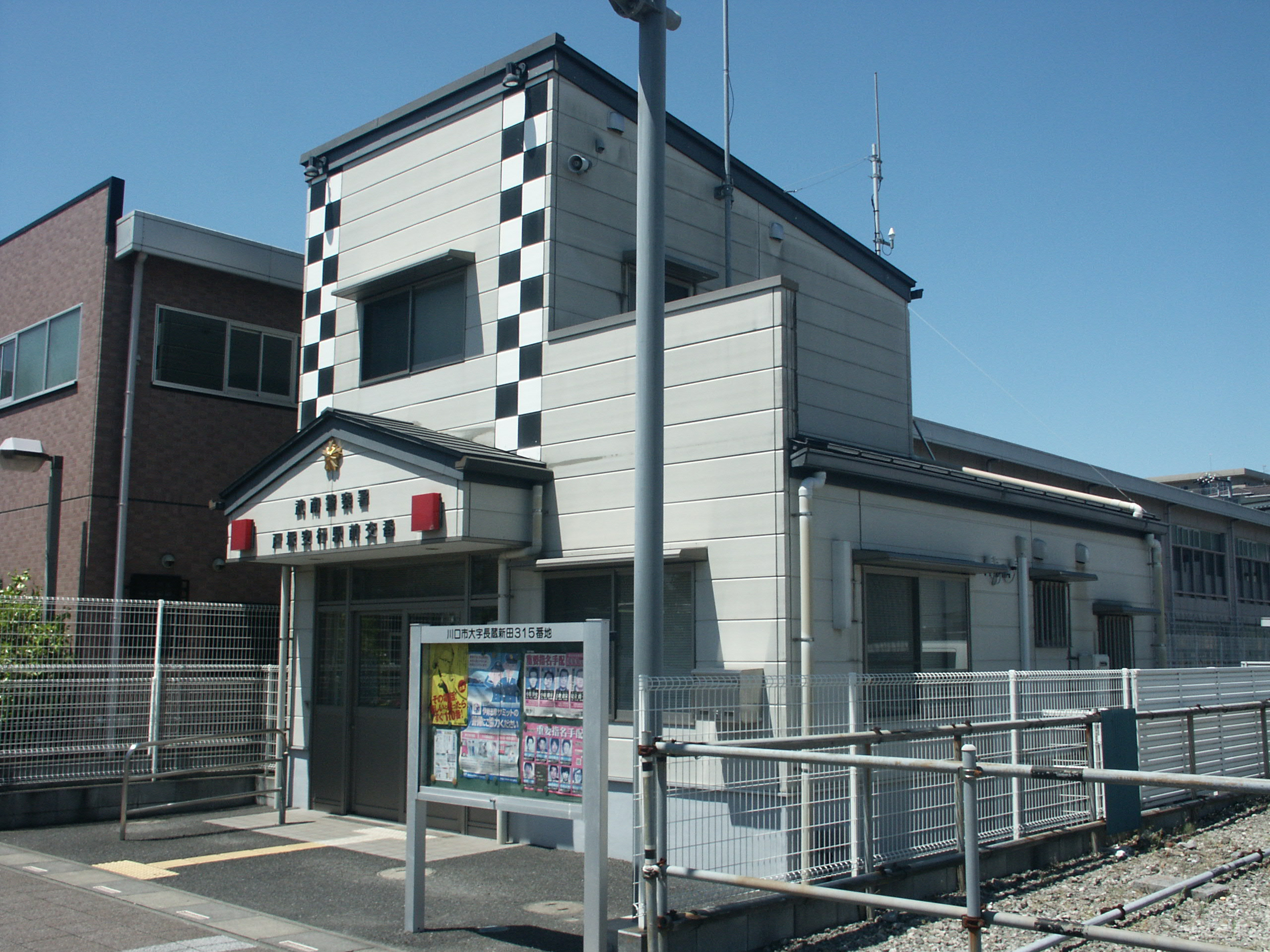
戸塚安行駅前交番
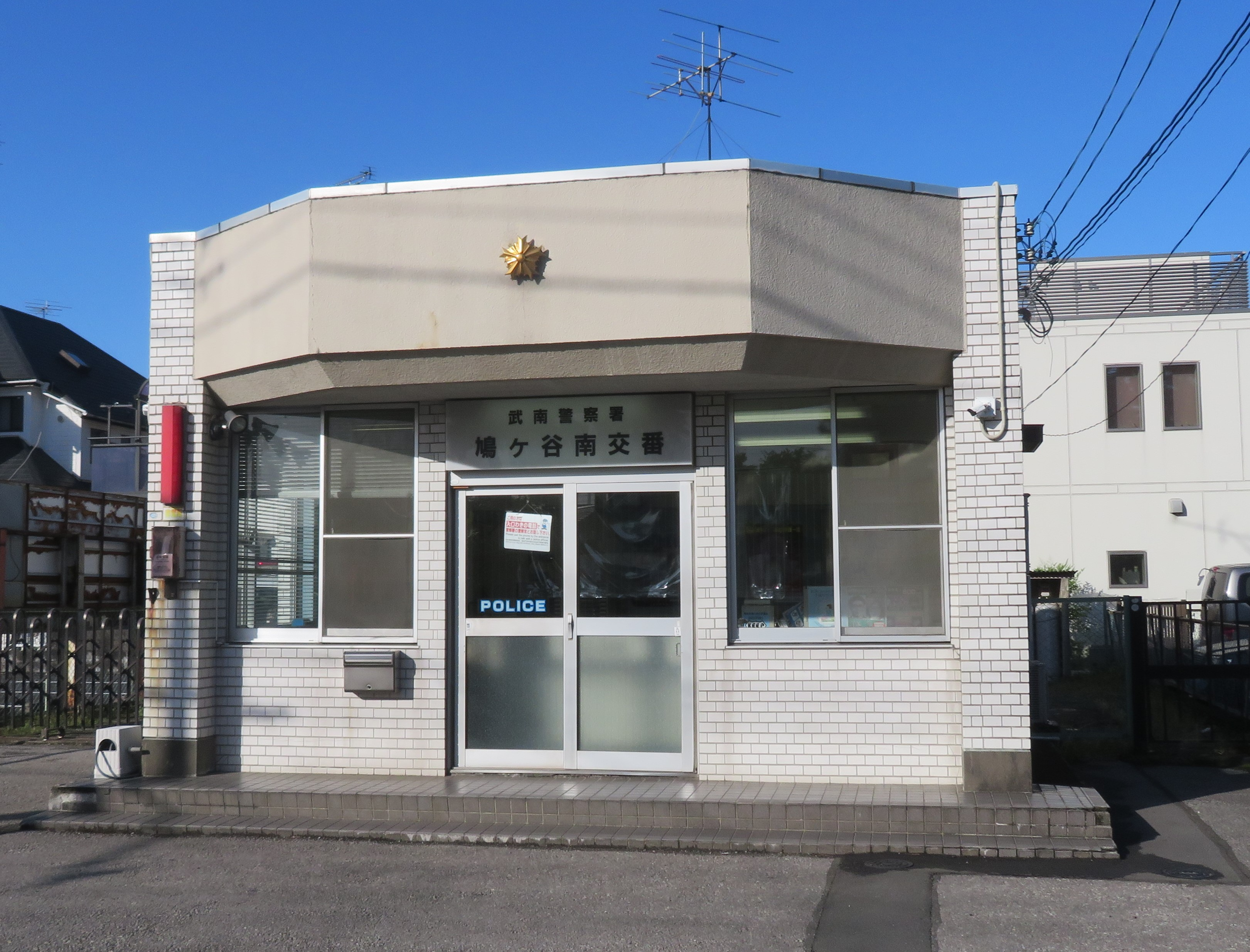
旧鳩ヶ谷南交番
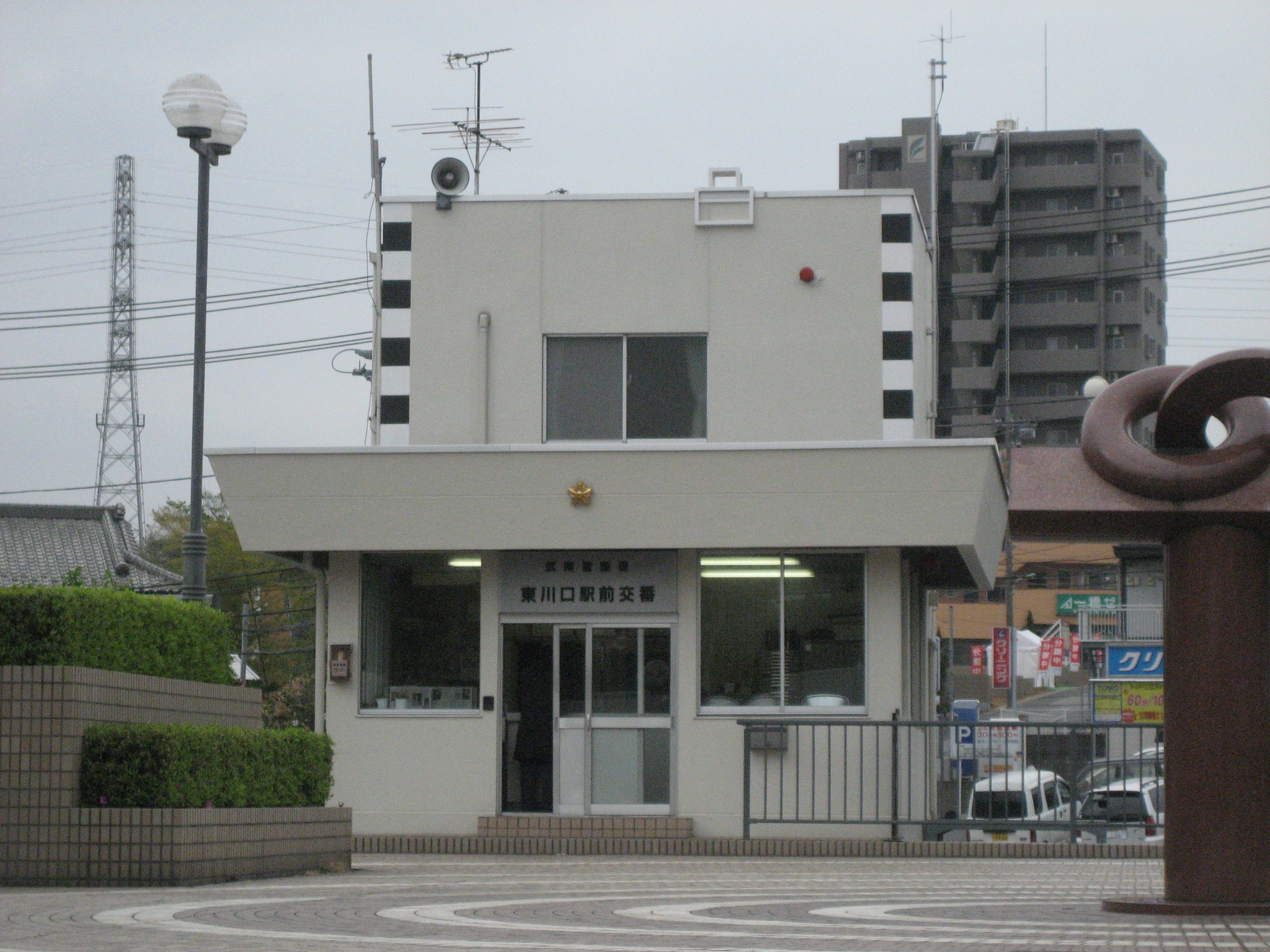
東川口駅前交番(旧建物）

## 不祥事
2025年6月2日、高木功介埼玉県議をはじめとする超党派の議員が川口市を訪れ、クルド人の解体業者などを車で視察したところ、武南署にてクルド人らがそれを取り囲んで怒声を浴びせるというトラブルが発生した。高木県議によれば、白い車に追跡され、この運転手がクルド人だったという。その一方で、翌日この件に関して市役所にクレームをしたクルド人は、市議らは事前のアポ取りをせず撮影行為に及んだと主張している。110番通報の後、武南署に逃げ込んだものの、警察官はなかなか(10分ほど)対応しなかったという。クラクションを鳴らすなどし、ようやく十数人の警察官が間に入って事情を聴き始めるという状況だった。署は取材に対し、「広報していない事案のためお答えは差し控える」としている。